# Vlekborstgrondspecht
De vlekborstgrondspecht (Colaptes punctigula) is een vogel uit de familie Picidae (spechten).

## Verspreiding en leefgebied
Deze soort komt voor van Panama tot noordelijk Zuid-Amerika en het Amazonebekken en telt zes ondersoorten:
- C. p. ujhelyii: van oostelijk Panama tot noordelijk Colombia.
- C. p. striatigularis: het westelijke deel van Centraal-Colombia.
- C. p. punctipectus: oostelijk Colombia en Venezuela.
- C. p. zuliae: noordwestelijk Venezuela.
- C. p. punctigula: de Guyana's.
- C. p. guttatus: bovenste Amazonebekken.

## Status
De grootte van de populatie is in 2019 geschat op 0,5-5 miljoen volwassen vogels en wordt omschreven als tamelijk algemeen. Op de Rode lijst van de IUCN heeft deze soort de status niet bedreigd.